# Switched Multimegabit Data Service
Switched Multimegabit Data Service (SMDS) – publiczny szybki rodzaj usług pakietowych. Podobnie jak przenoszenie ramek (Frame Relay), ma na celu łączenie sieci LAN w sieci rozległe. Największą różnicą w stosunku do FR jest znacznie większa szybkość usługi SMDS – do 34 Mbit/s.
SMDS jest usługą bezpołączeniową. Każdy pakiet zawiera całą informację adresową, potrzebną do zidentyfikowania nadawcy i adresatów. SMDS umożliwia taką politykę, aby dostęp do sieci był zarezerwowany dla jednego użytkownika. Adresy mogą być selekcjonowane, a komunikacja ograniczona do wybranych użytkowników. SMDS oferuje poziom bezpieczeństwa typowy dla sieci prywatnej.
Wewnątrz SMDS zdefiniowano cztery kluczowe rodzaje usług:
- grupowy serwis bezpołączeniowy
- globalne adresowanie
- tworzenie wirtualnych sieci prywatnych
- mechanizm zabezpieczający użytkowników przed płaceniem za niewykorzystane zasoby sieci.

Prędkość transmisji w standardowych klasach wynosi 4, 10, 16, 25 i 34 Mbit/s. Umożliwia to połączenie ze sobą sieci Ethernet LAN o szybkości 10 Mbit/s oraz sieci pierścieniowej LAN token-ring o szybkości 16 Mbit/s